# Idrettsklubben Start 2010
Questa voce raccoglie le informazioni riguardanti l'Idrettsklubben Start nelle competizioni ufficiali della stagione 2010.

## Stagione
Lo Start ha chiuso l'annata all'8º posto finale, mentre l'avventura nel Norgesmesterskapet è terminata ai quarti di finale con l'eliminazione per mano del Rosenborg. Il calciatore più utilizzato in stagione è stato Kenneth Høie con 35 presenze tra tutte le competizioni, mentre Ole Martin Årst è stato il miglior marcatore con 16 reti, 12 in campionato e 4 in coppa.

## Maglie e sponsor
Lo sponsor tecnico per la stagione 2010 è stato Umbro, mentre lo sponsor ufficiale è stato Sparebanken Sør. La divisa casalinga era composta da una maglietta gialla con una inserti neri, pantaloncini neri e calzettoni gialli. Quella da trasferta era invece costituita da una maglia blu con inserti bianchi, pantaloncini bianchi e calzettoni blu.
| Casa | Trasferta |

## Rosa
| N. |                        | Ruolo | Calciatore          |
| -- | ---------------------- | ----- | ------------------- |
| 1  | Norvegia (bandiera)    | P     | Johnny Kristiansen  |
| 1  | Norvegia (bandiera)    | P     | Rune Nilssen        |
| 1  | Norvegia (bandiera)    | P     | Nicolai Stallemo    |
| 2  | Stati Uniti (bandiera) | D     | Hunter Freeman      |
| 3  | Serbia (bandiera)      | D     | Branislav Miličević |
| 4  | Stati Uniti (bandiera) | D     | Clarence Goodson    |
| 5  | Nigeria (bandiera)     | C     | Oladapo Olufemi     |
| 7  | Norvegia (bandiera)    | C     | Fredrik Strømstad   |
| 8  | Norvegia (bandiera)    | A     | Espen Hoff          |
| 8  | Norvegia (bandiera)    | A     | Jonas Werner        |
| 9  | Costa Rica (bandiera)  | C     | Cristian Bolaños    |
| 10 | Nigeria (bandiera)     | C     | Solomon Owello      |
| 11 | Norvegia (bandiera)    | C     | Geir Ludvig Fevang  |
| 14 | Norvegia (bandiera)    | C     | Espen Børufsen      |

| N. |                     | Ruolo | Calciatore           |
| -- | ------------------- | ----- | -------------------- |
| 15 | Norvegia (bandiera) | C     | Petter Bruer Hanssen |
| 16 | Norvegia (bandiera) | D     | Christian Follerås   |
| 16 | Norvegia (bandiera) | A     | Bernt Hulsker        |
| 18 | Norvegia (bandiera) | A     | Mads Stokkelien      |
| 19 | Norvegia (bandiera) | D     | Knut Henry Haraldsen |
| 20 | Norvegia (bandiera) | D     | Bård Borgersen       |
| 22 | Norvegia (bandiera) | D     | Avni Pepa            |
| 24 | Norvegia (bandiera) | P     | Kenneth Høie         |
| 25 | Norvegia (bandiera) | A     | Ole Martin Årst      |
| 26 | Norvegia (bandiera) | D     | Jesper Mathisen      |
| 27 | Norvegia (bandiera) | C     | Morten Hæstad        |
| 28 | Norvegia (bandiera) | D     | Rolf Daniel Vikstøl  |
| 29 | Norvegia (bandiera) | D     | Espen Knudsen        |
| 30 | Norvegia (bandiera) | C     | Christer Kleiven     |

## Calciomercato

### Sessione invernale
| Arrivi           | Arrivi            | Arrivi      | Arrivi        |
| R.               | Nome              | da          | Modalità      |
| ---------------- | ----------------- | ----------- | ------------- |
| P                | Rune Nilssen      | Copenaghen  | fine prestito |
| D                | Avni Pepa         | Fram Larvik | fine prestito |
| Altre operazioni |                   |             |               |
| R.               | Nome              | da          | Modalità      |
| C                | Leif Otto Paulsen | Bryne       | fine prestito |
| A                | Aram Khalili      | Bryne       | fine prestito |

| Partenze | Partenze          | Partenze | Partenze   |
| R.       | Nome              | a        | Modalità   |
| -------- | ----------------- | -------- | ---------- |
| P        | Tommy Runar       |          | svincolato |
| C        | Leif Otto Paulsen | Vigør    | definitivo |
| A        | Aram Khalili      | GAIS     | prestito   |

### Sessione estiva
| Arrivi | Arrivi            | Arrivi  | Arrivi     |
| R.     | Nome              | da      | Modalità   |
| ------ | ----------------- | ------- | ---------- |
| C      | Fredrik Strømstad | Le Mans | prestito   |
| A      | Espen Hoff        | Stabæk  | definitivo |

| Partenze | Partenze           | Partenze   | Partenze   |
| R.       | Nome               | a          | Modalità   |
| -------- | ------------------ | ---------- | ---------- |
| C        | Cristian Bolaños   | Copenaghen | definitivo |
| C        | Geir Ludvig Fevang | Lokeren    | definitivo |
| A        | Bernt Hulsker      | Stabæk     | prestito   |

## Risultati

### Eliteserien

#### Girone di andata
| Arbitro: | Øvrebø (Oslo) |

|                               |           |  |
| Hansen 16’ (aut.) Kleiven 77’ | Marcatori |  |

| Arbitro: | Moen (Haugesund) |

|                                   |           |                                   |
| Iversen 21’ (rig.) Olsen 48’, 60’ | Marcatori | 32’ Kleiven 37’ Børufsen 50’ Årst |

| Arbitro: | Staberg (Harstad) |

|            |           |          |
| Bolaños 7’ | Marcatori | 59’ Holm |

| Arbitro: | Helgerud (Lier) |

|                                            |           |                                                        |
| Bolaños 15’ Kleiven 54’, 59’ Årst 65’, 90’ | Marcatori | 51’ Moh. Abdellaoue 67’ Strandberg 73’ Mus. Abdellaoue |

| Arbitro: | Johnsen (Tønsberg) |

|                                    |           |                                       |
| Guastavino 2’ Mjelde 27’ Bakke 90’ | Marcatori | 10’, 39’ Årst 22’ Bolaños 57’ Kleiven |

| Arbitro: | Edvartsen (Hamar) |

|              |           |               |
| Børufsen 20’ | Marcatori | 25’ Myklebust |

| Arbitro: | Hauge (Bergen) |

|                                       |           |             |
| Andersen 5’ Nordkvelle 62’ Kamara 66’ | Marcatori | 55’ Kleiven |

| Arbitro: | Skjerven (Kaupanger) |

|                                 |           |  |
| Freeman 25’ Obiefule 90’ (aut.) | Marcatori |  |

| Arbitro: | Øvrebø (Oslo) |

|                          |           |  |
| Herrera 38’ Mathisen 49’ | Marcatori |  |

| Arbitro: | Moen (Haugesund) |

|                            |           |                                  |
| Mathisen 6’ Stokkelien 19’ | Marcatori | 59’, 81’ Sundgot 71’ Sigurðarson |

| Arbitro: | Johnsen (Tønsberg) |

|              |           |  |
| Yndestad 90’ | Marcatori |  |

| Arbitro: | Helgerud (Lier) |

|                            |           |  |
| Børufsen 42’, 74’ Årst 50’ | Marcatori |  |

| Arbitro: | Staberg (Harstad) |

|                               |           |  |
| Nannskog 33’, 63’ Høiland 86’ | Marcatori |  |

| Arbitro: | Hagen (Grue) |

|          |           |              |
| Årst 62’ | Marcatori | 50’ Skogseid |

| Arbitro: | Skjerven (Kaupanger) |

|                                               |           |                         |
| Sørensen 14’ Sørum 19’, 77’ Mæland 73’ (rig.) | Marcatori | 51’ Børufsen 90’ Fevang |

#### Girone di ritorno
| Arbitro: | Staberg (Harstad) |

|          |           |                         |
| Mané 28’ | Marcatori | 34’ Goodson 57’ Vikstøl |

| Arbitro: | Edvartsen (Hamar) |

|            |           |  |
| Goodson 4’ | Marcatori |  |

| Arbitro: | Skjerven (Kaupanger) |

|                   |           |                             |
| Hoseth 20’ (rig.) | Marcatori | 15’ Stokkelien 83’ Børufsen |

| Arbitro: | Berntsen (Vang) |

|                                                                                     |           |            |
| Sæternes 21’, 73’ Zajić 37’ Muri 48’ Moh. Abdellaoue 68’, 70’, 86’ Singh 90’ (rig.) | Marcatori | 12’ Owello |

| Arbitro: | Johansen (Brevik) |

|                                        |           |                      |
| Stokkelien 21’ (rig.) Bolaños 23’, 65’ | Marcatori | 87’ (rig.) Huseklepp |

| Arbitro: | Johnsen (Tønsberg) |

|                                |           |                             |
| Goodson 34’ (aut.) Nevland 74’ | Marcatori | 40’ Stokkelien 68’ Børufsen |

| Arbitro: | Skjerven (Kaupanger) |

|                      |           |                              |
| Bolaños 22’ Hoff 51’ | Marcatori | 32’, 75’ Prica 64’ Henriksen |

| Arbitro: | Sandmoen (Kjelsås) |

|                                       |           |                         |
| Kippe 32’ Mouelhi 45’ (rig.) Ujah 56’ | Marcatori | 5’ Vikstøl 40’ Børufsen |

| Arbitro: | Døvle (Larvik) |

|                               |           |                |
| Årst 9’, 57’, 70’ Goodson 53’ | Marcatori | 4’, 90’ Kamara |

| Hønefoss 27 settembre 2010, ore 19:00 25ª giornata | Hønefoss       | 0 – 0 referto | Start | AKA Arena (3.246 spett.)\| Arbitro: \| Sælen (Bergen) \| |
| Arbitro:                                           | Sælen (Bergen) |               |       |                                                          |

| Arbitro: | Edvartsen (Hamar) |

|             |           |             |
| Vikstøl 71’ | Marcatori | 8’ Johansen |

| Arbitro: | Staberg (Harstad) |

|                                 |           |                                     |
| Holmen 20’ Gerson 31’ Niang 49’ | Marcatori | 11’ Kleiven 47’ Årst 77’ Stokkelien |

| Arbitro: | Moen (Haugesund) |

|                                   |           |                         |
| Pepa 21’ Knudsen 77’ Mathisen 83’ | Marcatori | 37’ Andersson 45’ Helle |

| Arbitro: | Helgerud (Lier) |

|                         |           |          |
| Bentley 83’ Rambekk 90’ | Marcatori | 81’ Årst |

| Arbitro: | Døvle (Larvik) |

|                                   |           |                              |
| Hoff 23’ Børufsen 76’ Hulsker 79’ | Marcatori | 36’, 75’ Đurđić 42’ Sørensen |

### Norgesmesterskapet
| Arbitro: | Hansen (Feda) |

|  |           |                                     |
|  | Marcatori | 33’ (aut.) Johannesen 36’, 38’ Årst |

| Arbitro: | Larsen |

|             |           |                             |
| Schulze 71’ | Marcatori | 15’ Mathisen 28’ Stokkelien |

| Arbitro: | Johnsen (Tønsberg) |

|                  |           |  |
| Kleiven 71’, 74’ | Marcatori |  |

| Arbitro: | Moen (Haugesund) |

|  |           |          |
|  | Marcatori | 69’ Pepa |

| Arbitro: | Hagen (Grue) |

|                                            |           |                      |
| Iversen 28’ Lustig 46’ Annan 49’ Olsen 51’ | Marcatori | 5’ Hoff 9’, 54’ Årst |

## Statistiche

### Statistiche di squadra
| Competizione       | Punti | In casa | In casa | In casa | In casa | In casa | In casa | In trasferta | In trasferta | In trasferta | In trasferta | In trasferta | In trasferta | Totale | Totale | Totale | Totale | Totale | Totale | DR |
| Competizione       | Punti | G       | V       | N       | P       | Gf      | Gs      | G            | V            | N            | P            | Gf           | Gs           | G      | V      | N      | P      | Gf     | Gs     | DR |
| ------------------ | ----- | ------- | ------- | ------- | ------- | ------- | ------- | ------------ | ------------ | ------------ | ------------ | ------------ | ------------ | ------ | ------ | ------ | ------ | ------ | ------ | -- |
| Eliteserien        | 42    | 15      | 8       | 5       | 2       | 34      | 21      | 15           | 3            | 4            | 8            | 23           | 39           | 30     | 11     | 9      | 10     | 57     | 60     | -3 |
| Norgesmesterskapet | -     | 1       | 1       | 0       | 0       | 2       | 0       | 4            | 3            | 0            | 1            | 9            | 5            | 5      | 4      | 0      | 1      | 11     | 5      | +6 |
| Totale             | -     | 16      | 9       | 5       | 2       | 36      | 21      | 19           | 6            | 4            | 9            | 32           | 44           | 35     | 15     | 9      | 11     | 68     | 65     | +3 |

### Andamento in campionato
| Giornata  | 1 | 2 | 3 | 4 | 5 | 6 | 7 | 8 | 9 | 10 | 11 | 12 | 13 | 14 | 15 | 16 | 17 | 18 | 19 | 20 | 21 | 22 | 23 | 24 | 25 | 26 | 27 | 28 | 29 | 30 |
| --------- | - | - | - | - | - | - | - | - | - | -- | -- | -- | -- | -- | -- | -- | -- | -- | -- | -- | -- | -- | -- | -- | -- | -- | -- | -- | -- | -- |
| Luogo     | C | T | C | C | T | C | T | C | T | C  | T  | C  | T  | C  | T  | T  | C  | T  | T  | C  | T  | C  | T  | C  | T  | C  | T  | C  | T  | C  |
| Risultato | V | N | N | V | V | N | P | V | P | P  | P  | V  | P  | N  | P  | V  | V  | V  | P  | V  | N  | P  | P  | V  | N  | N  | N  | V  | P  | N  |
| Posizione | 3 | 2 | 6 | 3 | 4 | 4 | 5 | 5 | 6 | 8  | 9  | 7  | 8  | 9  | 11 | 9  | 7  | 6  | 7  | 7  | 7  | 7  | 9  | 8  | 7  | 8  | 8  | 7  | 7  | 8  |

Fonte:  Tippeligaen 2010, su altomfotball.no, Altomfotball.
Legenda:

Luogo: C = Casa; T = Trasferta. Risultato: V = Vittoria; N = Pareggio; P = Sconfitta.

### Statistiche dei giocatori
| Giocatore        | Eliteserien | Eliteserien | Eliteserien | Eliteserien | Norgesmesterskapet | Norgesmesterskapet | Norgesmesterskapet | Norgesmesterskapet | Coppe europee | Coppe europee | Coppe europee | Coppe europee | Altre coppe | Altre coppe | Altre coppe | Altre coppe | Totale   | Totale | Totale      | Totale     |
| Giocatore        | Presenze    | Reti        | Ammonizioni | Espulsioni  | Presenze           | Reti               | Ammonizioni        | Espulsioni         | Presenze      | Reti          | Ammonizioni   | Espulsioni    | Presenze    | Reti        | Ammonizioni | Espulsioni  | Presenze | Reti   | Ammonizioni | Espulsioni |
| ---------------- | ----------- | ----------- | ----------- | ----------- | ------------------ | ------------------ | ------------------ | ------------------ | ------------- | ------------- | ------------- | ------------- | ----------- | ----------- | ----------- | ----------- | -------- | ------ | ----------- | ---------- |
| O. Årst          | 25          | 12          | 2           | 0           | 3                  | 4                  | 1                  | 0                  |               |               |               |               |             |             |             |             | 28       | 16     | 3           | 0          |
| C. Bolaños       | 20          | 6           | 3           | 0           | 5                  | 0                  | 1                  | 0                  |               |               |               |               |             |             |             |             | 25       | 6      | 4           | 0          |
| B. Borgersen     | 10          | 0           | 4           | 0           | 1                  | 0                  | 0                  | 0                  |               |               |               |               |             |             |             |             | 11       | 0      | 4           | 0          |
| E. Børufsen      | 27          | 9           | 5           | 0           | 4                  | 0                  | 0                  | 0                  |               |               |               |               |             |             |             |             | 31       | 9      | 5           | 0          |
| P. Bruer Hanssen | 16          | 0           | 3           | 0           | 4                  | 0                  | 0                  | 0                  |               |               |               |               |             |             |             |             | 20       | 0      | 3           | 0          |
| G. Fevang        | 15          | 1           | 1           | 0           | 3                  | 0                  | 1                  | 0                  |               |               |               |               |             |             |             |             | 18       | 1      | 2           | 0          |
| C. Follerås      | 1           | 0           | 0           | 0           | 0                  | 0                  | 0                  | 0                  |               |               |               |               |             |             |             |             | 1        | 0      | 0           | 0          |
| H. Freeman       | 24          | 1           | 6           | 0           | 4                  | 0                  | 1                  | 0                  |               |               |               |               |             |             |             |             | 28       | 1      | 7           | 0          |
| C. Goodson       | 26          | 3           | 4           | 0           | 2                  | 0                  | 0                  | 0                  |               |               |               |               |             |             |             |             | 28       | 3      | 4           | 0          |
| M. Hæstad        | 8           | 0           | 0           | 0           | 0                  | 0                  | 0                  | 0                  |               |               |               |               |             |             |             |             | 8        | 0      | 0           | 0          |
| K. Haraldsen     | 2           | 0           | 0           | 0           | 0                  | 0                  | 0                  | 0                  |               |               |               |               |             |             |             |             | 2        | 0      | 0           | 0          |
| E. Hoff          | 11          | 2           | 0           | 0           | 1                  | 1                  | 0                  | 0                  |               |               |               |               |             |             |             |             | 12       | 3      | 0           | 0          |
| K. Høie          | 30          | -60         | 1           | 0           | 5                  | -5                 | 0                  | 0                  |               |               |               |               |             |             |             |             | 35       | -65    | 1           | 0          |
| B. Hulsker       | 7           | 1           | 1           | 0           | -                  | -                  | -                  | -                  |               |               |               |               |             |             |             |             | 7        | 1      | 1           | 0          |
| C. Kleiven       | 25          | 7           | 0           | 0           | 4                  | 2                  | 0                  | 0                  |               |               |               |               |             |             |             |             | 29       | 9      | 0           | 0          |
| E. Knudsen       | 6           | 1           | 0           | 0           | 2                  | 0                  | 0                  | 0                  |               |               |               |               |             |             |             |             | 8        | 1      | 0           | 0          |
| J. Kristiansen   | 0           | -0          | 0           | 0           | 0                  | -0                 | 0                  | 0                  |               |               |               |               |             |             |             |             | 0        | 0      | 0           | 0          |
| J. Mathisen      | 19          | 2           | 2           | 0           | 5                  | 1                  | 0                  | 0                  |               |               |               |               |             |             |             |             | 24       | 3      | 2           | 0          |
| B. Miličević     | 7           | 0           | 1           | 0           | 2                  | 0                  | 0                  | 0                  |               |               |               |               |             |             |             |             | 9        | 0      | 1           | 0          |
| R. Nilssen       | 0           | -0          | 0           | 0           | 0                  | -0                 | 0                  | 0                  |               |               |               |               |             |             |             |             | 0        | 0      | 0           | 0          |
| O. Olufemi       | 18          | 0           | 4           | 0           | 3                  | 0                  | 1                  | 0                  |               |               |               |               |             |             |             |             | 21       | 0      | 5           | 0          |
| S. Owello        | 26          | 1           | 0           | 0           | 4                  | 0                  | 0                  | 0                  |               |               |               |               |             |             |             |             | 30       | 1      | 0           | 0          |
| A. Pepa          | 19          | 1           | 0           | 0           | 4                  | 1                  | 0                  | 0                  |               |               |               |               |             |             |             |             | 23       | 2      | 0           | 0          |
| N. Stallemo      | 0           | -0          | 0           | 0           | 0                  | -0                 | 0                  | 0                  |               |               |               |               |             |             |             |             | 0        | 0      | 0           | 0          |
| M. Stokkelien    | 28          | 5           | 1           | 0           | 5                  | 1                  | 0                  | 0                  |               |               |               |               |             |             |             |             | 33       | 6      | 1           | 0          |
| F. Strømstad     | 6           | 0           | 0           | 0           | -                  | -                  | -                  | -                  |               |               |               |               |             |             |             |             | 6        | 0      | 0           | 0          |
| R. Vikstøl       | 26          | 3           | 7           | 0           | 5                  | 0                  | 0                  | 0                  |               |               |               |               |             |             |             |             | 31       | 3      | 7           | 0          |
| J. Werner        | 1           | 0           | 0           | 0           | 1                  | 0                  | 0                  | 0                  |               |               |               |               |             |             |             |             | 2        | 0      | 0           | 0          |